# Ophisma intermedia
Ophisma intermedia là một loài bướm đêm trong họ Erebidae.